# Grand Canyon

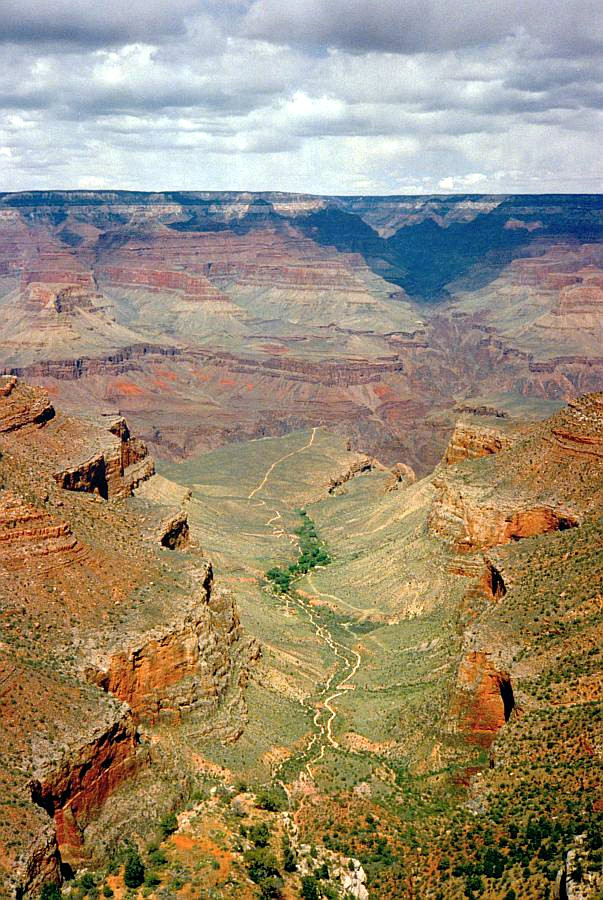
Imagine luată de pe poteca Bright Angel înspre Grand Canyon. Zona verde reprezintă locul numit Indian Gardens, de unde poteca continuă spre locul numit Phantom Ranch, unde un pod suspendat permite trecerea pe malul nordic (North Rim).

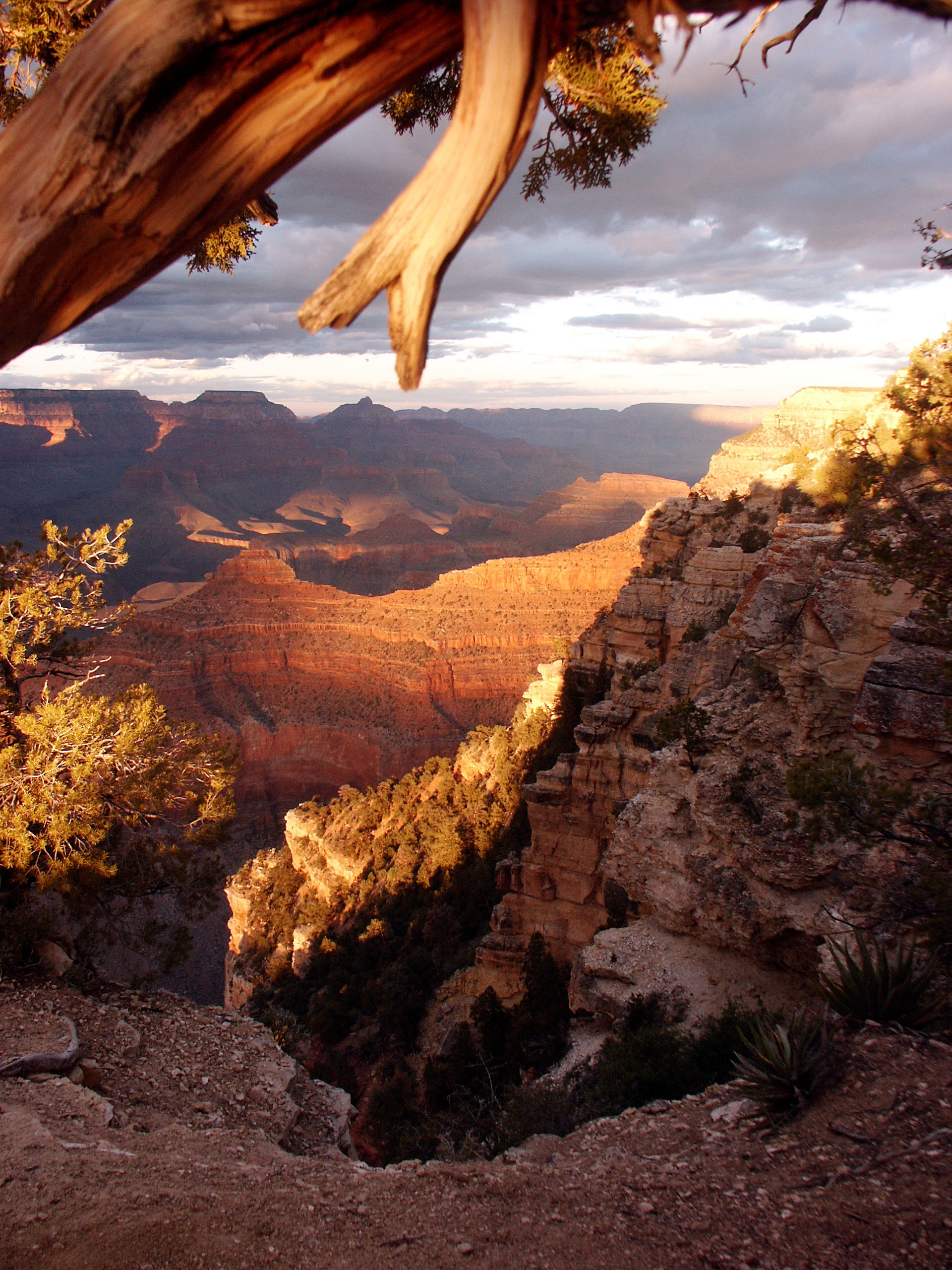
Imagine dramatică a Marelui Canion luată la apusul soarelui

Grand Canyon, conform denumirii complete, [The] Grand Canyon of the Colorado River (în română, Marele Canion sau Marele Canion al fluviului Colorado) reprezintă un canion foarte lung, sinuos și adânc săpat de fluviul Colorado din Statele Unite ale Americii într-un platou înalt (Platoul Colorado, conform Colorado Plateau). Substratul geologic este reprezentat în special de roci sedimentare, dar sunt prezente și ceva roci metamorfice. Canionul este dispus în nordul statului Arizona.  Marele Canion este de fapt rezultatul eroziunii exercitate de fluviu timp de milioane de ani, partea sa inferioară de astăzi fiind de fapt albia majoră a fluviului Colorado.
Grand Canyon se regăsește aproape integral ca parte a Parcului Național al Marelui Canion (conform originalului, Grand Canyon National Park), unul din primele parcuri naționale create în Statele Unite.
Președintele american Theodore Roosevelt, care printre altele a contribuit foarte mult la dezvoltarea ulterioară a statului Arizona, a fost unul din marii iubitori și susținători ai conservării și menținerii zonei Marelui Canion, fiind deseori prezent fie ca să se bucure de peisajele uluitoare fie ca să vâneze în sezoanele deschise vânatului lei de munte (conform originalului mountain lion).
Canionul, creat de fluviul Colorado prin săparea unui canal de eroziune a platoului înalt Colorado, are o lungime de circa 447 km (aproximativ 277 de mile), o lățime ce variază între 400 de metri și 24 de km și atinge o adâncime maximă sub nivelul platoului de până la 1.600 de metri (circa o milă). Fluviul Colorado și afluenții săi și-au tăiat cursurile prin straturile de roci, simultan producându-se o mișcare de înălțare a Platoului Colorado, acestea determinând o expunere pe verticală a unei secvențe de circa 2 miliarde de ani din istoria Geologică a Pământului. În timp ce procesele și momentele geologice ale formării Marelui Canion sunt încă subiecte larg dezbătute în lumea geologilor, dovezi recente ar indica faptul că Fluviul Colorado își avea cursul creat prin canion de acum cel puțin 17 milioane de ani. De atunci Fluviul Colorado a continuat să erodeze și să formeze canionul așa cum arată el astăzi[6].

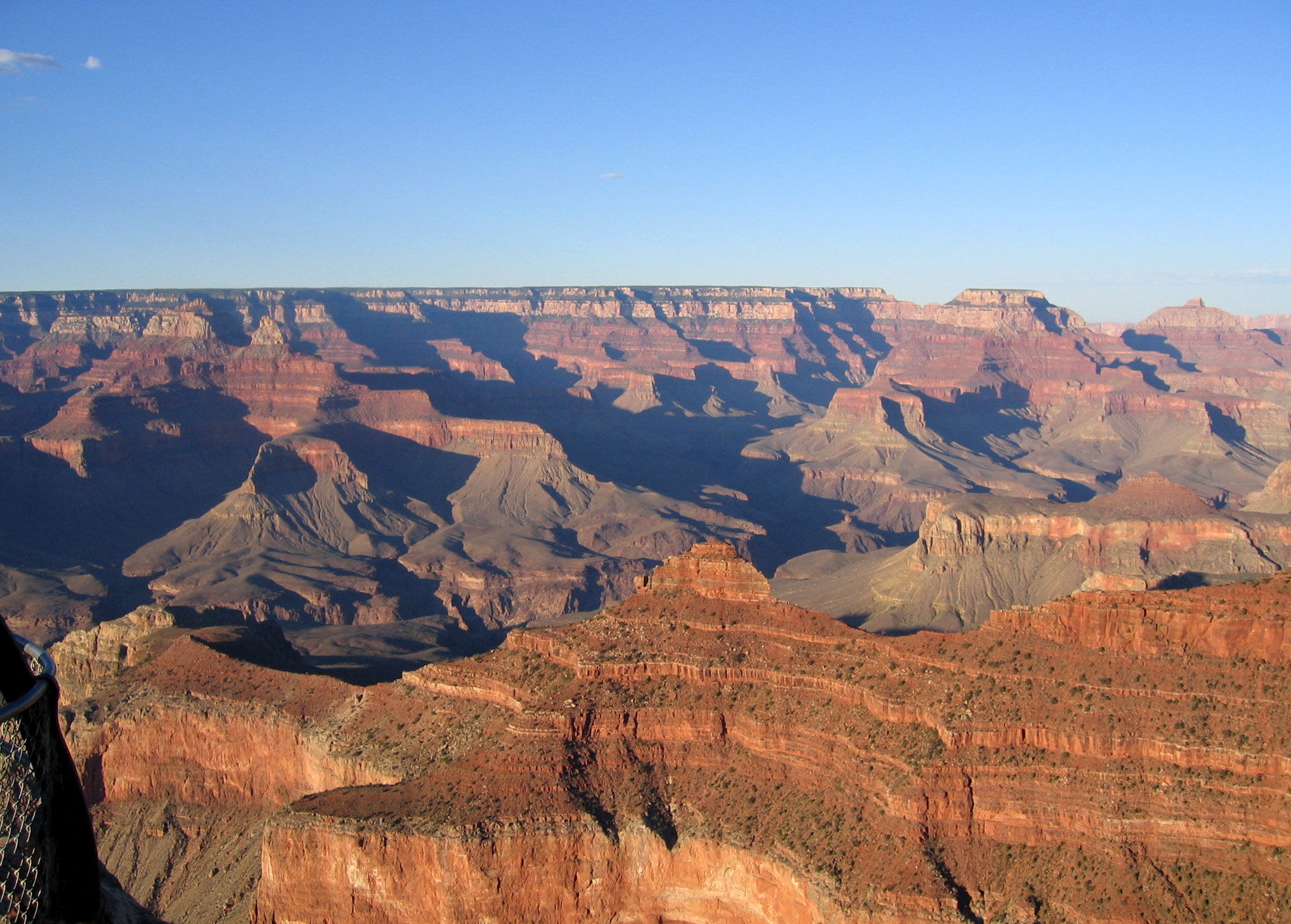
Marele Canion al fluviului Colorado, imagine înfățișând expunerea succesivă multistratificată

Cu mult înainte de venirea europenilor în cele două Americi, zona a fost locuită de nativii americani care au construit așezări atât în canion cât și în peșterile acestuia. Populația Pueblo considera Marele Canion ("Ongtupqa" în limba Hopi) ca fiind un loc sfânt și de aceea întreprindeau pelerinaje către acesta[7]. Spaniolul García López de Cárdenas este primul european care ar fi vazut Marele Canion, în 1540. Prima expediție științifică de studiere a Marelui Canion a fost cea condusă de maiorul John Wesley Powell, din Armata Statelor Unite la finele anilor 1860. Powell, după care s-a numit și un lac de acumulare creat aproape 100 de ani mai târziu, Lake Powell, s-a referit la straturile succesive de roci sedimentare expuse de-a lungul întregului canion ca fiind ca niște frunze într-o minunată carte de povestiri ("leaves in a great story book").

## Geografie
Marele Canion este un canal de eroziune fluvială foarte lung, 446 km (sau 277 de mile) și foarte adânc, uneori atingând circa 1.600 de metri (sau 1 milă) adâncime, fiind tăiat în platoul Colorado și care expune straturi de roci din perioadele Precambrian și Paleozoic. Canionul apare în multe versiuni ale listei celor șapte minuni naturale ale lumii, deși nici una din aceste liste nu este produsă de vreo autoritate în domeniu și nici nu sunt definitive. Straturile expuse sunt gradat relevate datorită înclinării care începe în punctul numit Lee's Ferry și se continuă până în punctul cunoscut sub numele de Hance Rapid. Canionul se sfârșește după ce fluviul trece de locul numit Grand Wash Fault, care se găsește în apropierea Lacului Mead.
Mișcarea de înălțare, asociată evenimentelor de generare a munților cauzate de mișcările plăcilor tectonice (orogeneză), a dus la ridicarea acestor pachete de sedimente cu sute de metri, creându-se astfel Platoul Colorado. Ridicarea a dus totodată la creșterea volumului de precipitații în zona de scurgere/drenaj a Fluviului Colorado, însă nu a fost îndeajuns pentru a schimba tipul de climat semi-arid din zona Marelui Canion. Alunecările de teren și alte fenomene de tip decolare gravitațională au dus la eroziune în aval și captarea cursului de apă (stream capture) - toate aceste fenomene au tendința de a determina creșterea adâncimii și lățimii canioanelor din zonele aride.
Înălțarea Platoului Colorado s-a produs în mod inegal, astfel că Rama Nordică a Marelui Canion este cu aproape o mie de picioare (circa 300 metri) mai înaltă decât Rama Sudică. Această înălțare asimetrică explică și de ce Râul Colorado curge mai aproape de Rama Sudică. Aproape toate scurgerile de pe platoul din spatele Ramei Nordice (care, totodată, primește cantități mai mari de precipitații sub formă de ploi si ninsori) merg înspre Marele Canion, în timp ce o mare parte din scurgerile de pe platoul din spatele Ramei Sudice nu merg înspre canion (de fapt, acestea urmează înclinarea generală a reliefului). Acesta are ca rezultat o eroziune mai puternică și, deci, o lățire mai rapidă a canionului principal, dar și a celor tributare aflate la Nord de Râul Colorado.
Din cauza elevației mai mari (8000 picioare/2438 metri peste nivelul mării) temperaturile de pe Rama de Nord sunt, în general, mai scăzute decât cele de pe cea Sudică. În lunile de iarnă, ninsorile abundente sunt un lucru comun. În general vederea de pe Rama Nordică oferă o mai bună imagine asupra expansiunii canionului față de cea de pe Rama Sudică.